# Comitium
Das Comitium war in der römischen Republik bis in die spätrepublikanische Zeit der übliche Ort für die gesetzgebenden Volksversammlungen (Comitia). Es lag am nordwestlichen Rande des Forum Romanum, neben der Curia Hostilia bzw. deren Nachfolgebauten, der Curia Cornelia und der Curia Iulia, in der der Senat üblicherweise tagte.
Die Gestalt des Comitiums ist mehrmals verändert worden. Ursprünglich wohl nur ein offener Platz, erhielt es später eine Kreisform, ähnlich der eines Amphitheaters. Dieses Aussehen ist in anderen italischen Städten, wie der Koloniestadt Cosa, gut belegt.
Am Rand des Comitiums befand sich die Rednertribüne (Rostra). Da im Comitium nicht mehr alle römischen Bürger Platz fanden, sprachen die Redner in der späten Republik von den Rostra nicht mehr zum Comitium, sondern zum größeren Forum, und das Comitium verlor allmählich an Bedeutung. Heute ist vom Comitium fast nichts mehr zu sehen.